# Metadon - Aktiv Dødshjælp
|  | Denne artikel er oprettet af botten PalnaBot ud fra en ekstern database. Den kan derfor have sproglige fejl eller mangler. Denne skabelon kan fjernes efter kontrol af indholdet. |

Metadon - Aktiv Dødshjælp er en dokumentarfilm instrueret af Ulla Kampmann, Marie Berthelsen efter manuskript af Ulla Kampmann.

## Handling
Ulla Kampmann har besøgt 3 private narkobehandlingscentre i Italien: Saman, der tager udgangspunkt i 60'ernes antiautoritære bevægelse, og bygger på non-verbal danseterapi hentet fra indisk filosofi. L'Incontro grundlagt af den katolske præst Don Pierino og baseret på hårdt fysisk arbejde og C.e.I.S. grundlagt af Don Mario Picchi, der gennem 30 år har udviklet specielle terapiformer og familiestøttearbejde.